# 内閣官房参与
内閣官房参与（ないかくかんぼうさんよ、英語: Special Advisor to the Cabinet）は、日本の内閣官房の役職の一つ。内閣総理大臣（首相）の“ブレーン”的な立場の非常勤の国家公務員である。

## 概説
内閣が対応すべき各種分野において優れた専門的識見を有する人材を首相が直接任命し、任じられた当人は首相に対して直接意見を言い、また情報提供や助言を行う。いわゆる“ブレーン”、“側近”的存在である。
人数制限はなく、通常は複数人置かれている。職務に対しては守秘義務が課される。勤務一日につき26,400円が支給される。全員に、所属する内閣府や総理大臣官邸で一人ずつ執務室が与えられているが、権限が明確でなく、国会での答弁義務を負わないとの問題点を指摘する見方がある。また、内閣官房参与の上に定員1人の内閣特別顧問が存在する。
設置根拠は「内閣官房に参与を置く規則（昭和62年11月7日内閣総理大臣決定）」であり、
1. 内閣官房に当分の間、参与を置くことができる
2. 参与は首相の諮問に答え、意見を述べる
3. 一般職の非常勤の国家公務員である

の3項目を内容とする。

## 内閣官房参与の一覧

### 2025年7月現在の参与
- 飯島勲（特命担当）[5]
- 村井純（デジタル政策担当）[5]
- 山崎史郎（社会保障・人口問題担当）[6][7]
- 山﨑重孝（安定的な皇位継承の確保担当）[8]
- 川上高司（外交・安全保障担当）[5]
- 林﨑理（地方創生担当）[5]
- 間宮淑夫（地域活性化担当）[5]
- 安田充（選挙制度・政治資金制度担当）[9]
- 飯田祐二（通商・産業政策、国際博覧会担当）[10]

### 過去の参与
発令日の古い順に記載する。
- 岡本行夫
- 中山恭子
- 黒田東彦
- 日下一正
- 末吉興一
- 行天豊雄
- 野上義二
- 増田寛也
- 平田オリザ
- 前田匡史
- 望月晴文
- 峰崎直樹
- 松本健一
- 五十嵐敬喜
- 田坂広志
- 中村祐輔
- 山口昇
- 有冨正憲
- 小佐古敏荘
- 日比野靖
- 成田憲彦
- 植松信一
- 伊藤哲朗
- 溝畑宏
- 和泉洋人
- 峰久幸義
- 谷内正太郎
- 丹呉泰健
- 小松一郎
- 古澤満宏
- 田村哲也
- 中村芳夫
- 中島正弘
- 西村六善
- 大谷泰夫
- 本田悦朗
- 木曽功
- 藤井聡
- 佐々木勝
- 堺屋太一
- 加藤康子
- 浅川雅嗣
- 高橋洋一
- 平田竹男
- 木山繁
- 岸博幸
- 西川公也
- 岡村健司（国際経済）[11]
- 石原伸晃（観光立国その他特命担当）[12]
- 岡部信彦（感染症対策）[11][13]
- 今井尚哉（エネルギー政策等担当）[11]
- 宮家邦彦（外交担当）[11]
- 熊谷亮丸（経済・金融担当） [11]
- 島田和久（防衛政策）[14][13]
- 石川正一郎（拉致問題対策担当）[15]
- 鴨下一郎（健康・医療戦略担当）[16]
- 神田眞人（金融・国際経済担当）[17][18]
- 福本茂伸（拉致問題対策担当）[19]

菅義偉内閣では以下の13人が任命されていた。
- 飯島勲（特命担当）[20]
- 木山繁（インフラ輸出・経済協力担当）[20]
- 今井尚哉（エネルギー政策等担当）[20]
- 平田竹男（文化・スポーツ振興・資源戦略担当）[21][注 1]
- 岡部信彦（感染症対策）[21]
- 熊谷亮丸（経済・金融）[21]
- 中村芳夫（産業政策）[21]
- 村井純（デジタル政策）[21]
- 高橋洋一（経済・財政政策）[21][注 2]
- 宮家邦彦（外交担当）[21]
- 岸博幸（成長戦略、規制改革、 経済・産業政策、広報戦略担当）[24]
- 岡村健司（国際経済）[25]
- 山﨑重孝 （安定的な皇位継承の確保等）[26]